# Dragan Marinković (acteur)
Pour les articles homonymes, voir Dragan Marinković.
Dragan Marinković (né le 17 mars 1968 à Sarajevo), égalemenent connu sous le surnom de Maca est un acteur bosnien et une personnalité de la télévision.
Déjà connu en tant qu'acteur, Dragan Marinković, a acquis une grande popularité grâce à la télévision. Il s'y est fait remarquer par son sens de la provocation lors de ses passages dans des émissions de téléréalité. En 2007, il a été l'un des concurrents de la première saison de Veliki brat VIP, l'équivalent serbe de Celebrity Big Brother ; arrivé en finale, il a perdu contre le footballeur Saša Ćurčić. En 2008, Maca est devenu l'un des quatre présentateurs de l'émission Operacija trijumf, l'équivalent de Star Academy, produite par la société Endemol pour la télévision serbe B92.

## Filmographie
- Neprijatelj, de Dejan Zečević (2011)
- Ostavljeni, de Adis Bakrač (2010)
- Agencija za SiS, (2007)
- Kod amidže Idriza, de Pjer Žalica (2004)
- Soldati di pace, de Claudio Bonivento (2003)
- Racconto di guerra, de Mario Amura (2003)
- Jours tranquilles à Sarajevo, de François Lunel (2003)
- Savršeni krug, d'Ademir Kenović (1997)
- Bienvenue à Sarajevo, de Michael Winterbottom (1997)
- Territorio Comanche, de Gerardo Herrero (1997)